# Fonction H de Chandrasekhar
La fonction H de Chandrasekhar est utilisée pour la résolution du problème de transfert radiatif unidimensionnel dans un milieu absorbant et diffusant. Elle est définie par une équation intégrale établie par Viktor Ambartsumian et Subrahmanyan Chandrasekhar.

## Définition

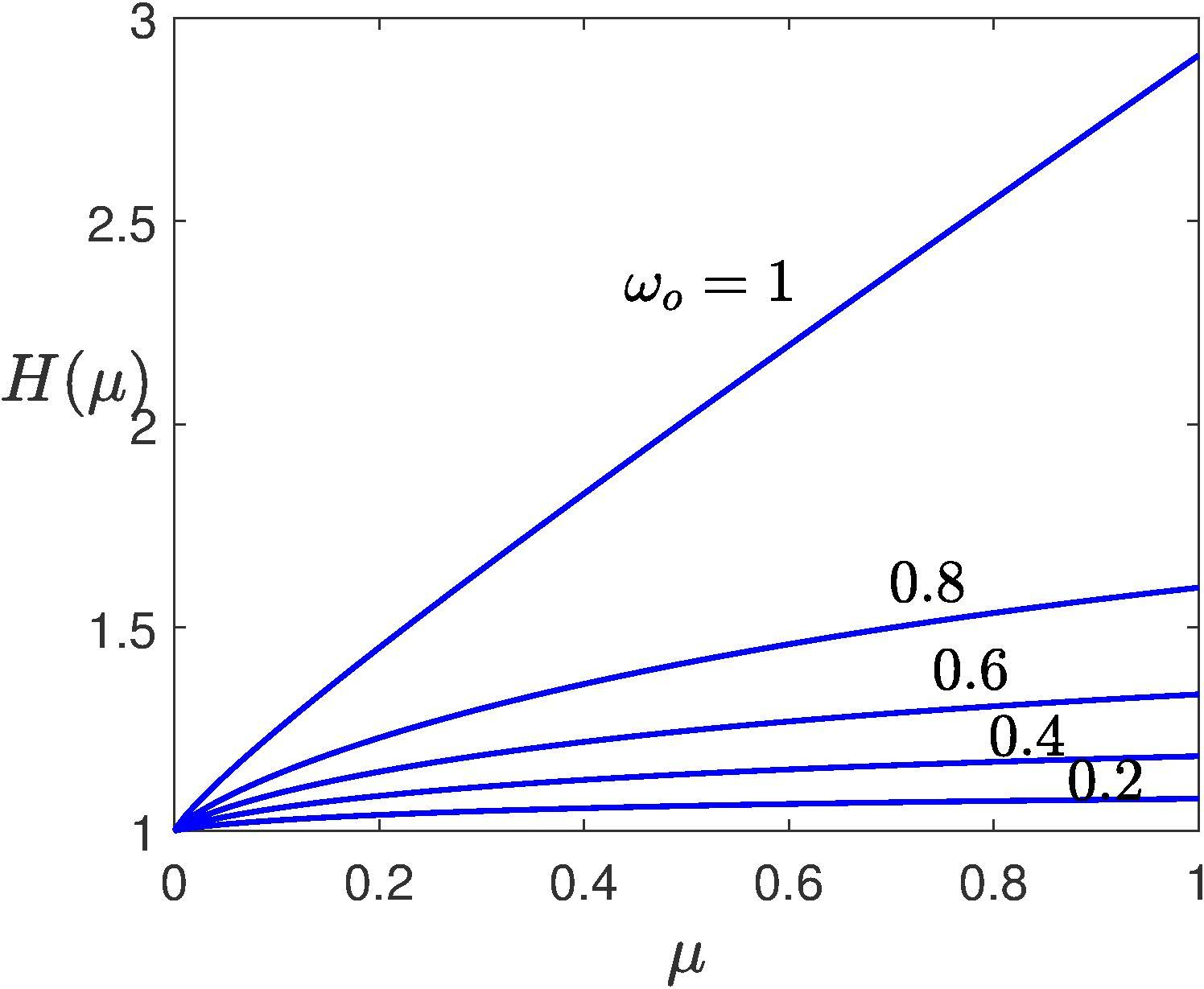
Fonction H pour diverses valeurs de l'albédo.

La fonction introduite par Subrahmanyan Chandrasekhar est généralement définie par l'équation intégrale établie par Viktor Ambartsumian
{\displaystyle H(\mu )=1+\mu H(\mu )\int _{0}^{1}{\frac {\Psi (\mu ')}{\mu +\mu '}}H(\mu ')\,d\mu '}
où {\displaystyle \Psi (\mu )} est une fonction caractéristique décrivant la diffusion dans le milieu. C'est un polynôme pair satisfaisant
{\displaystyle \int _{0}^{1}\Psi (\mu )\,d\mu \leq {\frac {1}{2}}}
Le cas correspondant à la limite haute est dit conservatif (il conserve la densité de flux d'énergie).
L'isotropie correspond à 
{\displaystyle 2\Psi =\omega _{0}}
où {\displaystyle 0\leq \omega _{0}\leq 1} est l'albédo, constant. {\displaystyle \omega _{0}=1} correspond au cas de la diffusion pure.
Une définition équivalente plus utilisée pour l'évaluation numérique s'écrit
{\displaystyle {\frac {1}{H(\mu )}}=\left[1-2\int _{0}^{1}\Psi (\mu )\,d\mu \right]^{1/2}+\int _{0}^{1}{\frac {\mu '\Psi (\mu ')}{\mu +\mu '}}H(\mu ')\,d\mu '}
Dans le cas conservatif le premier terme de l'équation ci-dessus s'annule.

## Propriétés
- {\displaystyle \int _{0}^{1}H(\mu )\Psi (\mu )\,d\mu =1-\left[1-2\int _{0}^{1}\Psi (\mu )\,d\mu \right]^{1/2}}

Dans le cas conservatif cette équation se réduit à
{\displaystyle \int _{0}^{1}\Psi (\mu )d\mu ={\frac {1}{2}}}
- {\displaystyle \left[1-2\int _{0}^{1}\Psi (\mu )\,d\mu \right]^{1/2}\int _{0}^{1}H(\mu )\Psi (\mu )\mu ^{2}\,d\mu +{\frac {1}{2}}\left[\int _{0}^{1}H(\mu )\Psi (\mu )\mu \,d\mu \right]^{2}=\int _{0}^{1}\Psi (\mu )\mu ^{2}\,d\mu }

Dans le cas conservatif cette équation se réduit à
{\displaystyle \int _{0}^{1}H(\mu )\Psi (\mu )\mu d\mu =\left[2\int _{0}^{1}\Psi (\mu )\mu ^{2}d\mu \right]^{1/2}}.
- Pour une fonction caractéristique correspondante à la diffusion Thomson ou Rayleigh {\displaystyle \Psi (\mu )=a+b\mu ^{2}} où {\displaystyle a,b} sont deux constantes satisfaisant {\displaystyle a+b/3\leq 1/2} et si on définit le moment d'ordre {\displaystyle n} par {\displaystyle M_{n}=\int _{0}^{1}H(\mu )\mu ^{n}\,d\mu ,\ n\geq 0} alors

{\displaystyle M_{0}=1+{\frac {1}{2}}(aM_{0}^{2}+bM_{1}^{2})}
et
{\displaystyle (a+b\mu ^{2})\int _{0}^{1}{\frac {H(\mu ')}{\mu +\mu '}}\,d\mu '={\frac {H(\mu )-1}{\mu H(\mu )}}-b(M_{1}-\mu M_{0})}

## Solution dans le plan complexe
En utilisant la variable complexe {\displaystyle z} l'équation de définition de H s'écrit
{\displaystyle H(z)=1-\int _{0}^{1}{\frac {z}{z+\mu }}H(\mu )\Psi (\mu )\,d\mu ,\quad \int _{0}^{1}|\Psi (\mu )|\,d\mu \leq {\frac {1}{2}},\quad \lim \limits _{\delta \to 0}\int _{0}^{\delta }|\Psi (\mu )|\,d\mu =0}
Dans le plan {\displaystyle \Re (z)>0} la solution est
{\displaystyle \ln H(z)={\frac {1}{2\pi i}}\int _{-i\infty }^{+i\infty }\ln T(w){\frac {z}{w^{2}-z^{2}}}\,dw}
où la partie imaginaire de {\displaystyle T(z)} s'annule si {\displaystyle z^{2}} est réel, c'est-à-dire si {\displaystyle z^{2}=u+iv\equiv u}. On a alors
{\displaystyle T(z)=1-2\int _{0}^{1}\Psi (\mu )\,d\mu -2\int _{0}^{1}{\frac {\mu ^{2}\Psi (\mu )}{u-\mu ^{2}}}\,d\mu }
Dans le cas conservatif {\displaystyle 0\leq z\leq 1} la solution est unique. Dans le cas contraire {\displaystyle T(z)=0} admet les racines {\displaystyle \pm {\frac {1}{k}}}. Il existe donc une solution donnée par
{\displaystyle H_{1}(z)=H(z){\frac {1+kz}{1-kz}}}

## Approximation
Le développement suivant particulièrement connu car il est à la base de la méthode SN
{\displaystyle H(\mu )={\frac {1}{\mu _{1}\cdots \mu _{n}}}{\frac {\prod _{i=0}^{n}(\mu +\mu _{i})}{\prod _{\alpha }(1+k_{\alpha }\mu )}}}
où les {\displaystyle \mu _{i}} sont les racines des polynômes de Legendre {\displaystyle P_{2n}} et les {\displaystyle k_{\alpha }} les solutions strictement positives de l'équation caractéristique
{\displaystyle 2\sum _{j=1}^{n}{\frac {a_{j}\Psi (\mu _{j})}{1-k^{2}\mu _{j}^{2}}}}
Les {\displaystyle a_{j}} sont les poids de la quadrature donnés par
{\displaystyle a_{j}={\frac {1}{P_{2n}'(\mu _{j})}}\int _{-1}^{1}{\frac {P_{2n}(\mu _{j})}{\mu -\mu _{j}}}\,d\mu _{j}}
D'une façon générale il existe diverses méthodes pour le calcul numérique des fonctions H,.